# 世界ボクシング評議会ムエタイ・インターナショナルチャレンジ勝者一覧
世界ボクシング評議会ムエタイ・インターナショナルチャレンジ勝者一覧（せかいボクシングひょうぎかいムエタイインターナショナルチャレンジしょうしゃいちらん）はプロボクシングの世界王座認定団体「世界ボクシング評議会」（WBC）のムエタイ部門（WBCムエタイ）が認定するインターナショナルチャレンジ試合の勝者の一覧表である。
インターナショナルチャレンジは王者決定戦に認定出来ない選手間で戦われる試合であり、王座ではない。また、「インターナショナル王座」とも別物である。但し、試合の勝者には記念品としてベルトが授与される。武道

## スーパーフライ級
| 1 | グエン・ケー・ニョン | 2018年2月27日 |
| タイ・バンコクの「ルンピニースタジアム」において、セルゲイ・ベリック（ ロシア）を5R判定3-0（49-48/49-48/49-48）で下した。 |                      |               |

## フェザー級
| | ジョナサン・ハガティ | 2014年11月8日 |
| イギリス・イングランド・ウェスト・サセックスの「コプトーン・ホテル・エフィンガム」で行われた「Muaythai Mayhem」において、ファン・ヘスス・アントゥネス（ スペイン）を2RKOで下した。 |                      |               |

## スーパーフェザー級
| | ラミ・イブラヒム                     | 2013年9月7日   |
| アメリカ合衆国ニュージャージー州ノースバーゲンの「シュエッツェン・パーク」で行われた「Warriors Cup XVIII」において、タニット・ワッタナヤ（ タイ）を5R判定（49-48/48-47/48-47）で下した。                                                                                                |                                      |                |
| 2014年3月29日に香港の「九龍湾国際トレード＆エキシビション・センター」において行われた中村敏射 （ 日本）対 リー・カムヤム （李鑑任/ケネス・リー/ 香港）は5R判定1-1（47-49/48-48/48-47）で引き分け出に終わった。契約体重はスーパーフェザー級規定の58.9kgから試合3日前に61kgに変更された。 |                                      |                |
| | サームエー・ガイヤーンハーダーウジム | 2014年10月21日 |
| 香港の「仁愛堂賽馬會社區及體育中心」で行われた「2014両岸四地搏撃武術争覇戦慈善賽」において、アンドリュー・ドイル（ アイルランド）を4R TKO（顔面への左膝蹴り）で下した。 |                                      |                |
| | キース・マクラクラン                 | 2015年6月20日  |
| イギリス・スコットランド・グラスゴーの「Stepp Cultural Centre」で行われた「WBC Stepps Fight Challenge Scotland vs France」において、ヤニス・ベラセル（ フランス）を2RKO（頭部への左膝蹴り）で下した。                                                                                   |                                      |                |

## ライト級
| 2014年4月27日にフィリピン・マニラの「ソレア・リゾート＆カジノ」において行われたレインハード・バダト（ フィリピン）対ワン・ワンベン（王万本/ 中国）は4R（延長1R）判定1-0（40-39/39-39/39-39）で引き分け出に終わった。3R終了時も判定1-0で引き分けだった。契約体重は60kg。 |                          |               |
| | アンソニー・ファーガソン | 2014年6月29日 |
| イギリス・イングランド・ミルトン・キーンズで行われた「Shock Wave」において、ジェームズ・オコーネル（ アイルランド）を5R判定で下した。 |                          |               |
| | 楊明（杨明/ヤン・ミン）  | 2015年10月6日 |
| 中国河北省香河県の中信国安第一城で行われた「子弾飛・中信国安第一城杯」において、ターター（ フィリピン）を3R終了時TKO（戦意喪失）で下した。 |                          |               |

## スーパーライト級
| | 宮越慶二郎                        | 2014年4月27日 |
| フィリピン・マニラの「ソレア・リゾート＆カジノ」において、ウェイ・ニンフイ（位宁辉 / 中国）を4R 判定0-3 (9-10/9-10/9-10)で下した。3R目までは判定0-1 (28-29/29-29/29-29)で宮越だった。契約体重は61.5kg。                                                          |                                   |               |
| | デヴィダス・ダニラ                | 2014年9月17日 |
| アメリカ合衆国ニュージャージー州ローウェイの「ローウェイ・レクリエーション・センター」で行われた「Warriors Cup XXI」において、ラミ・イブラヒム（ パレスチナ/ アメリカ合衆国）を2R1:08 TKO（レフェリーストップ:バックスピン右肘打ち）で下した。契約体重は137lbs。 |                                   |               |
| | 盧冬強（卢冬强/ルー・ドンチャン） | 2016年2月20日 |
| 中国・福建省泉州市の泉州海峡体育館で行われた「海上絲路・拳勝世界極限格闘系列賽」において、ルスラン・サルマノフ（ ロシア）を3R判定3-0（30-27/29-28/30-27）で下した。                                                                                              |                                   |               |

## ウェルター級
| | ボボ・サッコ                                 | 2014年5月25日 |
| フランス・ノール県アーズブルックの「エスパス・オムニスポール・アンリ・デビュクワ」で行われた「Thai Boxing Showtime 5」において、マウロ・セッラ（ イタリア）を5R判定で下した。勝ったサッコの腰にはインターナショナルチャレンジのベルトが巻かれているが、メディアでは欧州王座戦として紹介されている。 |                                              |               |
| | クロンペット・ペッチラチャパット・ジャンジラ | 2014年6月14日 |
| アメリカ合衆国ニュージャージー州ブランチバーグの「ブランチバーグ・スポーツ・コンプレックス」で行われた「Warriors Cup XX」において、エディー・マルチネス（ アメリカ合衆国）を5R判定2-1（49-47/48-47/46-49）で下した。契約体重は147lbs。                                                              |                                              |               |
| | 陳未超 （陈未超/チェン・ウェイチャオ）       | 2014年8月15日 |
| タイ・チエンラーイ県の「チェンマイ・ラチャパット大学」において、ウィルフリード・モンターニュ（ フランス）を判定で下した。契約体重は67kg。 |                                              |               |
| | アイン・ウィチアン                           | 2015年10月3日 |
| 中国・マカオ・ザ・ベネチアン・マカオの「コタイ・アリーナ」で行われた「Xtreme Muay Thai 2015」において、荘瑞標（"ビル”チョン・シュイビウ/ 香港）を4R1:40TKO（レフェリーストップ:左膝蹴り）で下した。                                                                                                 |                                              |               |

## スーパーウェルター級
| | マイケル・イーガン（マイク・イーガン） | 2014年9月6日  |
| イギリス・イングランド・リヴァプールの「リヴァプール・オリンピア」で行われた「SMASH 10」において、ロマン・マルシアル・モリーナ（ スペイン）を5R判定3-0で下した。    |                                        |               |
| | ジョン・ロス・モリソン                 | 2015年3月20日 |
| イギリス・スコットランド・ウィショウの「ライヴァルス・スポーツ・センター」で行われた「」において、アブドゥル・カリム・トゥーレ（ フランス）を5R判定で下した。       |                                        |               |
| | リカルド・ルイス                       | 2015年8月1日  |
| イギリス・スコットランド・ペイズリーの「ラグーンアリーナ」において、ジョン・ロス・モリソン（ イギリス）を3R1:01KO（右ストレート）で下した。契約体重は69.8kg。       |                                        |               |
| | ペットンクム・ルークバーンヤイ         | 2018年6月22日 |
| タイ・バンコクの「ルンピニースタジアム」において、ルアジャー・サシアンムエタイ（ 中国）を下した。                                                                   |                                        |               |
| | アーミン・プンパムアン                 | 2015年2月28日 |
| イタリアロンバルディア州ミラノ県・セスト・サン・ジョヴァンニの「パラセスト」において行われた「Ring War 2015」で、ルカ・タグリアリーノ（ イタリア）を3RTKOで下した。 |                                        |               |

## ミドル級
| | チャズ・マルキー                         | 2011年5月14日 |
| アメリカ合衆国ネバダ州プリムにあるバッファロー・ビルズ・リゾート & カジノの「the Star of the Desert Arena」で行われた「Battle in the Desert 2」において、ケン・トラン（ カナダ）を5R判定3-0で下した。                                                              |                                          |               |
| | ダニエル・ボーウィー（ダン・ボーウィー） | 2014年7月5日  |
| イギリス・イングランド・ワトフォードの「ワトフォード・レジャー・センター」内「ウッドサイド・スポーツ・アリーナ」で行われた「SMASH 9」で、アドリアン・ヴァーウィック（ フランス）を2R（左肘打ちからの右フック）で下した。                                           |                                          |               |
| | スーパーボン・バンチャーメー             | 2014年8月15日 |
| タイ・チエンラーイ県の「チェンマイ・ラチャパット大学」において、アマデウ・クリスティアーノ（ ブラジル）を2RKOで下した。契約体重は72kg。 |                                          |               |
| | カメル・メザトニ                         | 2015年4月4日  |
| フランス・ベルフォールの「ジムナーズ・ル・ファール」で行われた「Lion Belt 5」において、ヤジッド・ブサーシャ（ フランス）を5R判定で下した。勝ったメザトニの腰にはインターナショナルチャレンジのベルトが巻かれているが、メディアでは欧州王座戦として紹介されている。 |                                          |               |
| | 練喩軒（练喻轩/リアン・ユーシュアン）    | 2015年10月6日 |
| 中国河北省香河県の中信国安第一城で行われた「子弾飛・中信国安第一城杯」において、アブドゥッラー（ マレーシア）を1R1:04KO（左ローキック）で下した。 |                                          |               |
| | アーミン・プンパムアン                   | 2016年2月6日  |
| イタリア・ロンバルディア州・モンツァの「パラッツォ・デロ・スポルト」で行われた「Ring War」において、アルメン・ペトロシアン（ アルメニア/ イタリア）を5R判定で下した。                                                                                              |                                          |               |

## スーパーミドル級
| | ウェンディー・アノネ | 2015年4月4日  |
| フランス・ベルフォールの「ジムナーズ・ル・ファール」で行われた「Lion Belt 5」において、ソフィアン・ムアインベ（ フランス）を5R判定で下した。勝ったアノネの腰にはインターナショナルチャレンジのベルトが巻かれているが、メディアでは欧州王座戦として紹介されている。                                                          |                      |               |
| | ウェンディー・アノネ | 2015年7月4日  |
| スイス・ヴィンタートゥールの「Reithalle Winterthur」で行われた「Fight Night」において、ベラト・アリウ（ ドイツ）を下した。本来は、シュコドラン・ヴェセリ（ スイス/ アルバニア）と対戦する予定だった。勝ったアノネの腰にはインターナショナルチャレンジのベルトが巻かれているが、メディアでは欧州王座戦として紹介されている。 |                      |               |
| | ジブリル・エオウオ   | 2015年12月5日 |
| スイス・バーゼルの「ザンクト・ヤコブ・アレーナ」で行われた「Swiss Las Vegas Fusion」において、シュコドラン・ヴェセリ（ スイス/ アルバニア）を5R判定で下した。勝ったエオウオの腰にはインターナショナルチャレンジのベルトが巻かれているが、メディアでは欧州王座戦として紹介されている。                                       |                      |               |

## クルーザー級
| | ムスリム・サリホフ       | 2012年1月1日 |
| 中国湖南省長沙市の中南林業科技大学スポーツ芸術館で行われた「終極斗士」において、リー・バオミン（李宝明/中国）を3R判定3-0（29-28/30-27/30-27）で下した。契約体重は80kg。 |                          |              |
| | ザバスティアン・カデスマ | 2015年6月6日 |
| 中国マカオの大堂区にある「マカオ・フォーラム」（澳門綜藝館）において、セイエド・ラズィ・マドハド（ イラン）を1R1:10 KO（右ストレート）で下した。                        |                          |              |